# 丹增南达

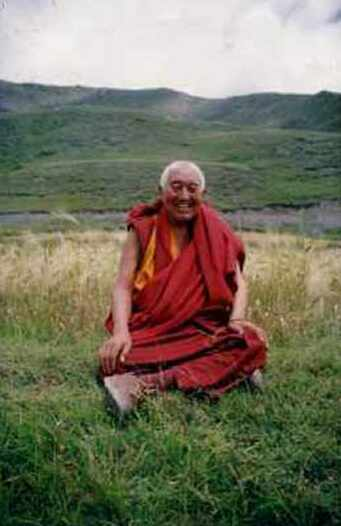

丹增南达，尊称“罗朋丹增南达”（藏語：སློབ་དཔོན་བསྟན་འཛིན་རྣམ་དག།，威利转写：Slob-dpon Bstan-'dzin Rnam-dag，1926年—2025年6月12日）是西藏苯教的一位上师。“罗朋”是尊号，意为“大导师”。
他出生于中国西康省，7岁出家。1941年进入苯教的重要庙宇雍仲林学习。1944年去尼泊尔朝圣后回到雍仲林，自1945年跟随本茹朴陇仁波切（Gangru Rinpoche）学习。1950年他进入苯教另一所重要庙宇梅日寺学习，并于1953年获得格西学位，并于同年成为梅日寺的“罗朋”（大导师或首席教师）。
1957-1960年，罗朋丹增南达离开梅日寺闭关修行。因为西藏形势紧张，他于1960年流亡到尼泊尔。1961年受邀去英国伦敦大学研究苯教。1964年，他开始在印度北部喜马偕尔邦多兰吉重建当时在西藏已毁的梅日寺，由前梅日寺罗朋桑吉丹增主持。1968年罗朋桑吉丹增去世后，罗朋丹增南达被视为流亡藏人中苯教信徒的精神领袖。
在他的指导下，1978年在印度建立了一个苯教学院，教授传统宗教、哲学逻辑、密宗等。他在主持寺院的同时，也在印度和西方进行著述和教学。

## 著作
- David, L. Snellgrove ed. and tr. (1980). The Nine Ways of Bön. Prajna Press. ISBN 0877737398. （该书为英国人类学家David, L. Snellgrove在丹增南达协助下编译，为西方的首本苯教学术研究著作）
- Lopön Tenzin Namdak and Dixey, Richard (2002). Heart Drops of Dharmakaya:  Dzogchen Practice of the Bön Tradition. Snow Lion Publications.  ISBN 1559391723.